# Municipio de Exeter (Misuri)
El municipio de Exeter (en inglés: Exeter Township) es un municipio ubicado en el condado de Barry en el estado estadounidense de Misuri. En el año 2010 tenía una población de 1628 habitantes y una densidad poblacional de 26,85 personas por km².

## Geografía
El municipio de Exeter se encuentra ubicado en las coordenadas 36°40′17″N 93°56′11″O / 36.67139, -93.93639. Según la Oficina del Censo de los Estados Unidos, el municipio tiene una superficie total de 60.64 km², de la cual 60.54 km² corresponden a tierra firme y (0.17%) 0.1 km² es agua.

## Demografía
Según el censo de 2010, había 1628 personas residiendo en el municipio de Exeter. La densidad de población era de 26,85 hab./km². De los 1628 habitantes, el municipio de Exeter estaba compuesto por el 94.84% blancos, el 0.25% eran afroamericanos, el 0.61% eran amerindios, el 1.35% eran asiáticos, el 0.06% eran isleños del Pacífico, el 1.11% eran de otras razas y el 1.78% pertenecían a dos o más razas. Del total de la población el 4.55% eran hispanos o latinos de cualquier raza.